# Hypocrea silvae-virgineae
Hypocrea silvae-virgineae är en svampart som tillhör divisionen sporsäcksvampar, och som beskrevs av Jaklitsch. Hypocrea silvae-virgineae ingår i släktet svampdynor, och familjen Hypocreaceae. Arten är reproducerande i Sverige.